# Sárkányvarázs
A Sárkányvarázs (eredeti cím: The Dragon Spell) 2016-ban bemutatott ukrán animációs film, A filmet Depoyan Manuk rendezte Pamela Hickey, Olena Shulga, Dennys McCoy és Svetlana Kutsenko forgatókönyve alapján. A történet egy kisfiú kalandjait követi nyomon, aki a faluját rettegésben tartó mágikus sárkányt igyekszik megállítani. Az eredeti szinkronhangok közt szerepel Viktor Andrienko, Kate Bristol, Allen Enlow, Jason Griffith és Jake Paque.
A filmet Ukrajnában 2016. október 13-án mutatták be a mozikban, Magyarországon pedig 2017. május 25-én tűzték műsorra, 2017. szeptember 25-én pedig DVD-n is kiadták.

## Cselekmény
A történet főszereplője a fiatal kisfiú, Tímár Misi, aki egy kis faluban éldegél és arra vágyik, hogy apjához hasonló nagy sárkányvadász legyen belőle. A fiú egy nap aztán megtudja, hogy egy sárkány szabadult el a varázsvilágból, akitől a faluja is veszélybe kerül. Így hát Misi útra kel, hogy megállítsa a lényt, az út során pedig új barátok lesznek a segítségére.

## Szereplők
| Karakter              | Ukrán hang       | Angol hang             | Magyar hang      |
| --------------------- | ---------------- | ---------------------- | ---------------- |
| Tímár Misi            | Arsen Shavlyuk   | Kate Bristol           | Nagy Gereben     |
| Eddie                 | Viktor Andrienko | Allen Enlow            | Fekete Zoltán    |
| Siringa, a boszorkány | N/A              | Melissa Schoenberg     | Kovács Nóra      |
| Rocky                 | Anna Soboleva    | Alyson Leigh Rosenfeld | Gyarmati Laura   |
| Cyril                 | Vasyl Virastyuk  | Mike Pollock           | N/A              |
| Adler                 | N/A              | William Tost           | N/A              |
| Maria                 | Svetlana Sheker  | Eileen Stevens         | N/A              |
| Bogdan                | Vladimir Plakhov | Jake Paque             | Schneider Zoltán |
| Goon                  | N/A              | Jason Griffith         | N/A              |
| Sárkány               | Szergej Sivokho  | Marc Thompson          | N/A              |
| Kamikaze              | N/A              | Marc Thompson          | N/A              |
| Szörnyeteg            | N/A              | Marc Thompson          | N/A              |
| Fiúk                  | Andrey Sobolev   | Marc Thompson          | N/A              |
| Narrátor              | Kirill Nikitenko | Marc Thompson          | N/A              |